# Township de Woodville (Illinois)
Pour les articles homonymes, voir Woodville.
Le Township de Woodville est un des treize townships du comté de Greene, dans l'État de l'Illinois.

## Géographie
D'après le bureau du recensement des États-Unis, sa superficie est de 125,1 km2.

### Démographie
Au recensement de 2010, la population était de 239 habitants.

## Source
- (en) Cet article est partiellement ou en totalité issu de l’article de Wikipédia en anglais intitulé « Woodville Township, Greene County, Illinois » (voir la liste des auteurs).